# تريغفه بول
تريغفه بول هو فقيه لغة ومؤرخ وسياسي نرويجي، ولد في 13 أغسطس 1905 في Christiania/Kristiania ‏ في النرويج، وتوفي في 16 مارس 1999 في أوسلو في النرويج. نشط حزبياً في حزب العمال والحزب الاشتراكي اليساري.

## مناصب
- انتخب عضو برلمان النرويج  [لغات أخرى]‏ عن دائرة أوسلو [الإنجليزية]‏ وقد انضم خلال فترته النيابية ‏ (25 سبتمبر 1963 – 20 يناير 1964) للكتلة البرلمانية حزب العمال.
- انتخب عضو برلمان النرويج  [لغات أخرى]‏ عن دائرة أوسلو [الإنجليزية]‏ وقد انضم خلال فترته النيابية ‏ (1 أكتوبر 1961 – 28 أغسطس 1963) للكتلة البرلمانية حزب العمال.
- انتخب عضو برلمان النرويج  [لغات أخرى]‏ عن دائرة أوسلو [الإنجليزية]‏ وقد انضم خلال فترته النيابية ‏ (11 يناير 1958 – 30 سبتمبر 1961) للكتلة البرلمانية حزب العمال.
- انتخب نائب عضو برلمان النرويج  [لغات أخرى]‏ عن دائرة أوسلو [الإنجليزية]‏ وقد انضم خلال فترته النيابية ‏ (1965 – 1969) للكتلة البرلمانية حزب العمال.
- انتخب نائب عضو برلمان النرويج  [لغات أخرى]‏ عن دائرة أوسلو [الإنجليزية]‏ وقد انضم خلال فترته النيابية ‏ (1961 – 1965) للكتلة البرلمانية حزب العمال.
- انتخب ممثل الجمعية البرلمانية لمجلس أوروبا [الإنجليزية]‏ لترشحه ضمن قائمة النرويج، (25 أبريل 1960 – 20 أبريل 1964).
- انتخب ممثل الجمعية البرلمانية لمجلس أوروبا [الإنجليزية]‏ لترشحه ضمن قائمة النرويج، (10 أكتوبر 1958 – 18 يناير 1960).
- انتخب نائب عضو برلمان النرويج  [لغات أخرى]‏ عن دائرة أوسلو [الإنجليزية]‏ وقد انضم خلال فترته النيابية ‏ (1958 – 1961) للكتلة البرلمانية حزب العمال.